# Lülle (Estonie)
Lülle est un village de l'Ouest estonien se situant dans la commune de Torgu, comté de Saare.